# Tsukumi
Tsukumi (津久見市 Tsukumi-shi?) este un municipiu din Japonia, prefectura Ōita.